# Trần Anh Tuấn
Trần Anh Tuấn (sinh ngày 2 tháng 7 năm 1974) là một chính trị gia người Việt Nam. Ông hiện là đại biểu quốc hội Việt Nam khóa XIV nhiệm kì 2016-2021, thuộc đoàn đại biểu quốc hội Thành phố Hồ Chí Minh. Ông đã trúng cử đại biểu quốc hội năm 2016 ở đơn vị bầu cử số 9, Thành phố Hồ Chí Minh (các huyện Củ Chi và Hóc Môn) với tỉ lệ 53,09% số phiếu. Ông nguyên là Bí thư Đảng ủy, Quyền Viện trưởng Viện nghiên cứu phát triển thành phố Hồ Chí Minh. Ông hiện là Phó Giám đốc Sở KH - ĐT Thành phố Hồ Chí Minh..

## Xuất thân
Trần Anh Tuấn sinh ngày 2 tháng 7 năm 1974 quê quán ở Xã Tuyên Thạnh, huyện Mộc Hóa (nay thuộc thị xã Kiến Tường), tỉnh Long An. 
Ông hiện cư trú ở Số 50, Kha Vạn Cân, phường Hiệp Bình Chánh, quận Thủ Đức, Thành phố Hồ Chí Minh.

## Giáo dục
- Giáo dục phổ thông: 12/12
- Cử nhân Kinh tế - Tài chính
- Tiến sĩ Quản lý Kinh tế - Tài chính
- Cử nhân lí luận chính trị

Từ tháng 6 năm 1992 đến tháng 7 năm 1997: Ông học cử nhân, hệ chính quy tại Khoa Quản lý Công nghiệp – Trường Đại học Bách khoa Thành phố Hồ Chí Minh.
Từ tháng 10 năm 1998 đến tháng 12 năm 2000: Ông học Chương trình thạc sĩ kinh tế phát triển Việt Nam – Hà Lan tại Đại học Kinh tế Thành phố Hồ Chí Minh.
Từ tháng 10 năm 2005 đến tháng 12 năm 2010: Ông là Nghiên cứu sinh Ngành kinh tế - tài chính trường Đại học La Trobe.

## Sự nghiệp
Từ tháng 9 năm 1997 đến tháng 9 năm 1998: Ông là Nhân viên làm việc Phòng Tài chính – Kế toán Công ty cổ phần sơn Bạch Tuyết.
Từ tháng 9 năm 2000 đến tháng 10 năm 2005: Ông là Nghiên cứu viên, Phó Trưởng phòng Nghiên cứu Cơ chế Chính sách – Viện Nghiên cứu Phát triển Thành phố. Ông gia nhập Đảng Cộng sản Việt Nam vào ngày 15 tháng 10 năm 2003.
Từ tháng 10 năm 2005 đến tháng 12 năm 2010: Ông là Nghiên cứu sinh Ngành kinh tế - tài chính trường đại học La Trobe. Chi ủy viên Chi bộ Lưu học sinh VN1 nhiệm kỳ 2006 - 2007; Bí thư Chi bộ Lưu học sinh VN1 tại Melbourne nhiệm kỳ 2007 - 2010 trực thuộc Đảng ủy Đảng Cộng sản Việt Nam, Đại sứ Quán Việt Nam tại Úc.
Từ tháng 4 năm 2011 đến tháng 5 năm 2016: Ông là Trưởng phòng Nghiên cứu tổng hợp, Phó Viện trưởng, Quyền Viện trưởng, Ủy viên Ban Chấp hành Đảng bộ, Bí thư Đảng ủy Viện Nghiên cứu Phát triển Thành phố.
Từ năm 2014 đến năm 2015: ông kiêm giữ chức vụ là giám đốc của Học viện Hành chính Quốc Gia (VIệt Nam).
Ông từng là Bí thư Đảng ủy, Quyền Viện trưởng Viện nghiên cứu phát triển thành phố Hồ Chí Minh.
Ông hiện là Phó Giám đốc Sở KH - ĐT Thành phố Hồ Chí Minh.
Ông đang làm việc ở Sở Kế hoạch và Đầu tư thành phố Hồ Chí Minh.

### Đại biểu Quốc hội Việt Nam khóa XIV nhiệm kì 2016-2021
Ngày 8 tháng 6 năm 2017, ông đề nghị xóa bỏ sân golf cạnh sân bay Tân Sơn Nhất và tăng cường mở rộng sân bay Tân Sơn Nhất vì dự án sân bay quốc tế Long Thành khó có thể đảm bảo tiến độ vào năm 2025.

## Tặng thưởng
Ông đã được tặng thưởng: Nhiều Bằng khen của Ủy ban nhân dân Thành phố Hồ Chí Minh về hoàn thành xuất sắc nhiệm vụ liên tục năm 2011 - 2012; chiến sĩ thi đua cấp Thành phố; hoàn thành xuất sắc Công tác Cổ phần hóa Doanh nghiệp năm 2014; thành tích tham gia Hội đồng Khoa học chấm Giải thưởng "Sinh viên nghiên cứu khoa học Eureka" liên tục trong nhiều năm (2011 - 2015) của Ủy ban nhân dân Thành phố Hồ Chí Minh.